# كأس جمهورية أيرلندا 1928–29
كأس جمهورية أيرلندا 1928–29 (بالإنجليزية: 1928–29 FAI Cup)‏ هو الموسم 8 من كأس جمهورية أيرلندا. أشرف على تنظيمه اتحاد أيرلندا لكرة القدم، وفاز فيه نادي شامروك روفرز.